# Silene nodulosa
Silene nodulosa är en nejlikväxtart som beskrevs av Domenico Viviani. Silene nodulosa ingår i släktet glimmar, och familjen nejlikväxter. Inga underarter finns listade i Catalogue of Life.